# Gustav z Thurn-Taxisu (1848–1914)
Gustav Otto Maxmilián Lamoral princ z Thurn-Taxisu (německy Gustav Otto Maximilian Lamoral Prinz von Thurn und Taxis; 23. února 1848 Řezno, Bavorské království – 9. července 1914 Bregenz) byl německý šlechtic a rakousko-uherský státní úředník z rodu Thurn-Taxisů.

## Rodina
Narodil se jako šesté dítě Maxmiliána Karla, 6. knížete z Thurn-Taxisu (1802–1871), a jeho druhé manželky princezny Matyldy Žofie z Oettingen-Spielbergu (1816–1886). 
Pavel (1843–1879), jeden z jeho starších bratrů, byl blízkým přítelem a pobočníkem krále Ludvíka II. Bavorského.

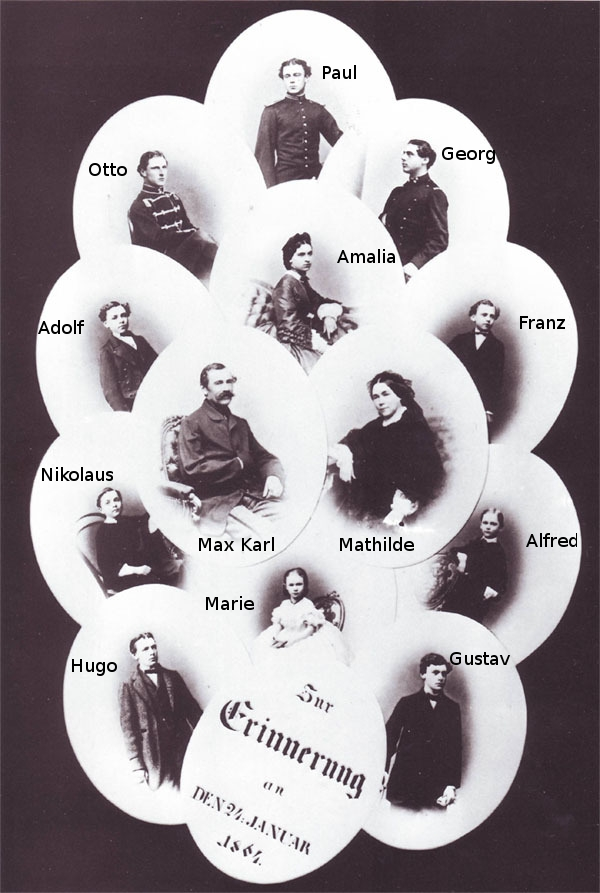
Rodinná koláž

Na zámku Loučeň se 8. září 1877 Gustav oženil s princeznou Marií Karolínou z Thurn-Taxisu (3. 11. 1846 Brescia – 17. 10. 1931 Loučeň), dcerou Huga Maxmiliána prince z Thurn-Taxisu a jeho manželky Almerie hraběnky z Belcredi. Marie Karolína byla později c. k. palácovou dámou a dámou Řádu hvězdového kříže, v roce 1908 obdržela Řád Alžběty I. třídy. Pár neměl žádné děti.

## Kariéra

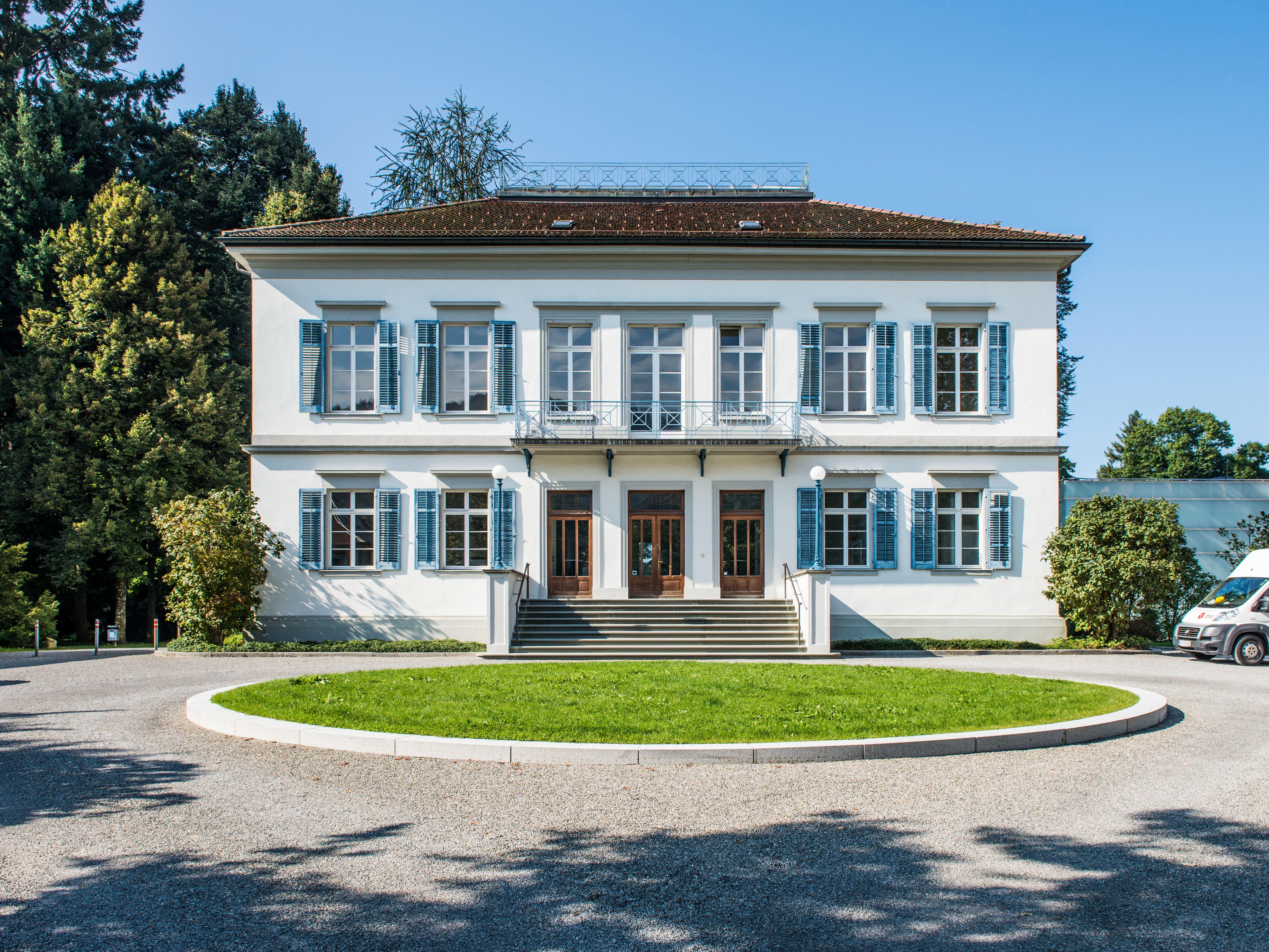
Palác Thurn-Taxis v Bregenzu

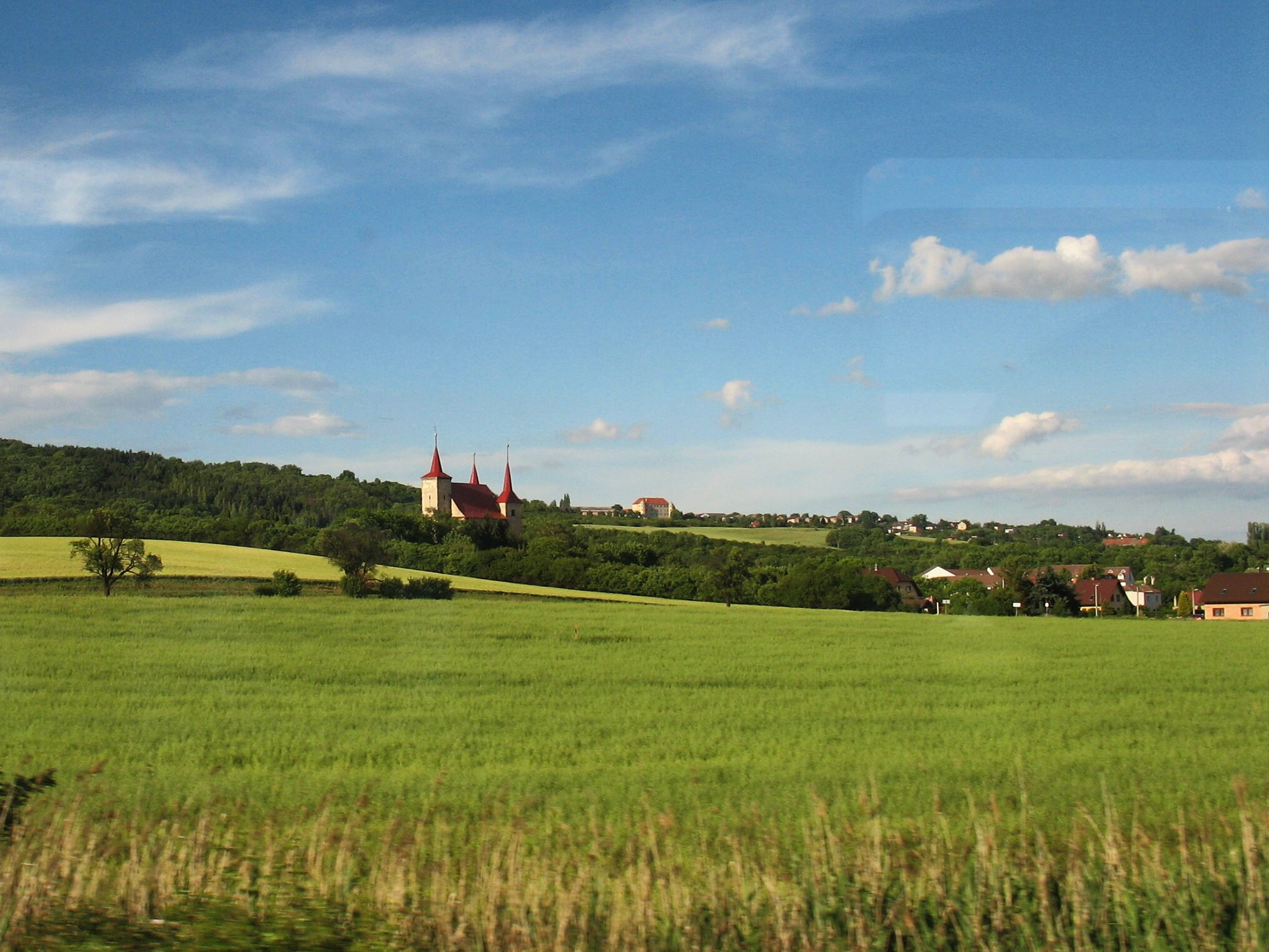
Kostel v Sýčině, kde je pohřben

Vystudoval práva na univerzitě v Innsbrucku a v roce 1872 vstoupil do státních služeb. Začínal v Innsbrucku jako koncipista u tyrolského místodržitelství, v roce 1874 byl přeložen k okresnímu hejtmanství v Tridentu. Od roku 1875 působil na ministerstvu vnitra ve Vídni a ve funkci místodržitelského tajemníka byl v roce 1877 přidelěn k okresnímu hejtmanství v Liberci. V letech 1879–1882 byl okresním hejtmanem v Karlových Varech a nakonec v letech 1882–1888 okresním hejtmanem v Bregenzu. Zde byl zároveň předsedou zemské školní rady pro Vorarlbersko a jako státní úředník zastupoval vládu ve vorarlberském zemském sněmu. V roce 1884 obdržel titul dvorního rady a v roce 1888 na vlastní žádost ze státní služby vystoupil. 
V roce 1875 byl jmenován c. k. komořím a za zásluhy byl nositelem Řádu železné koruny II. třídy (1888). V zahraničí obdržel komandérský kříž Řádu italské koruny a byl také čestným rytířem Maltézského řádu. 
V roce 1884 si pořídil vilu Güllich v Bregenzu, která je dnes známá jako Palais Thurn & Taxis s veřejným parkem o rozloze přibližně 16 000 m², který je chráněn jako kulturní dědictví. Od roku 1984 je v paláci umístěno mezinárodní centrum pro současné umění s řadou aktivit.
Princ Gustav zemřel v Bregenzu 9. července 1914 ve věku 66 let. Pohřben je v rodinné hrobce při kostele svatého Václava v Sýčině (v okrese Mladá Boleslav ve Středočeském kraji). Tam byla pohřbena i jeho manželka, která ho přežila o 17 let.